# Aristidis Rangavis
Aristidis Rangavis (griechisch Αριστείδης Ραγκαβής, * 1884; † unbekannt) war ein griechischer Sportschütze.

## Erfolge
Aristidis Rangavis, der für Skopovolias Etaireias startete, nahm an den Olympischen Zwischenspielen 1906 in Athen in fünf Pistolen-Wettkämpfen teil. Mit der Duellpistole belegte er den siebten Rang, während er mit dem Militärrevolver mit dem Modell des Jahres 1874 Sechster wurde. Die Konkurrenz mit dem zeitgenössischen Militärrevolver schloss er auf dem 22. Platz ab. Mit dem Freien Revolver wurde Rangavis hinter Georgios Orfanidis und Jean Fouconnier Dritter, sodass er die Bronzemedaille erhielt. Diese gewann er auch im Wettkampf mit der Schnellfeuerpistole, in dem er sich lediglich Maurice Lecoq und Léon Moreaux geschlagen geben musste.